# Campanula micrantha
Campanula micrantha är en klockväxtart som beskrevs av Antonio Bertoloni. Campanula micrantha ingår i släktet blåklockor, och familjen klockväxter. Inga underarter finns listade i Catalogue of Life.